# Martinus (volleybalclub)
Martinus is een volleybalvereniging in Amstelveen. Het eerste damesteam staat bekend onder de naam DELA Martinus en het eerste herenteam als Brother Martinus. Beide eerste teams van de vereniging komen uit in de A-League, de voormalige Eredivisie en het hoogste niveau in Nederland. Wedstrijden in Europees verband worden afgewerkt in de Emergohal. De Heren werden in 1986, 1987 en 1988 derde in de Europacup 1.
Vanaf het seizoen 2009/10 zijn de eerste twee damesteams samengevoegd met de eerste twee damesteams van AMVJ, tevens uit Amstelveen, en spelen die onder de naam TVC Amstelveen. Het eerste damesteam speelt in de DELA League, het tweede in de B-League.

## Erelijst
| Competitie    | Mannen                       | Vrouwen                            |
| ------------- | ---------------------------- | ---------------------------------- |
| Landskampioen | 1984, 1985, 1986, 1987, 1988 | 2006, 2007, 2008, 2009             |
| Bekerwinnaar  | 1984, 1985, 1986, 1987, 1988 | 1990, 1991, 2006, 2007, 2008, 2009 |
| Supercup      |                              | 2008, 2009                         |